# Peene
Peene er en flod i det nordøstlige Tyskland i delstaten Mecklenburg-Vorpommern. Westpeene, Kleine Peene og Ostpeene løber ud i Kummerower See og herfra løber selve Peene til byen Anklam og ud i lagunen Stettiner Haff.
Den vestlege gren af floden Oder, som skiller øen Usedom fra det tyske fastland, bliver ofte kaldt Peene, men er egentlig en del af Østersøen kaldt Peenestrom. Den er en af tre kanaler som forbinder Stettiner Haff til Pommernbugten i Østersøen (de andre er Świna og Dziwna).

## Større byer langs Peene
- Demmin
- Anklam
- Usedom
- Wolgast
- Peenemünde